# Abdulrahman Al-Bishi
Abdulrahman Al-Bishi (en árabe: عبدالرحمن البيشي‎; Arabia Saudita; 1 de julio de 1982) es un exfutbolista de Arabia Saudita que jugaba en la posición de delantero.

## Carrera

### Club
| Periodo   | Club       |
| --------- | ---------- |
| 2000–2009 | Al-Nassr   |
| 2009–2011 | Sdoos Club |

### Selección nacional
Jugó para Arabia Saudita en 5 ocasiones en 2004 y participó en la Copa Asiática 2004.

## Logros
- Copa Federación de Arabia Saudita (1): 2007-08